# Epimisio
En anatomía, recibe el nombre de epimisio la capa de tejido conjuntivo que está en contacto inmediato y envuelve un músculo estriado. Esta capa otorga unidad estructural y al mismo tiempo da acceso a los nervios y a los vasos sanguíneos que penetran hacia la profundidad del músculo.

## Anatomía

### Macroscópica
El músculo estriado está formado por los miocitos o fibras musculares que están separadas de las adyacentes por tejido conjuntivo laxo llamado endomisio. Un conjunto de fibras se agrupan para formar un fascículo muscular, que está envuelto por tejido conjuntivo que recibe el nombre perimisio. Varios fascículos musculares se reúnen para formar un músculo el cual está envuelto en el epimisio.

La sangre llega al músculo a través de vasos sanguíneos que se ramifican en el epimisio y penetran a través del perimisio, alcanzando el endomisio donde forman una red de capilares que envuelven la fibra muscular y le aportan oxígeno y nutrientes.

### Microscópica
Como el resto del tejido conectivo el epimisio está formado por células y una matriz extracelular con fibras de colágeno, fibras reticulares y fibras elásticas, rodeadas por sustancia fundamental.
El epimisio presenta una elevada proporción de fibras, lo que le confiere densidad y resistencia. En algunos músculos 
es extremadamente firme, en estos casos esta envoltura recibe el nombre de fascia.

## Fisiología
El epimisio forma un sistema ininterrumpido de delgados tabiques conjuntivos (perimisio y endomisio), que le aporta unidad estructural y funcional al músculo. Estas envolturas se continúan con los tendones o las aponeurosis.

El epimisio dentro del sistema elástico-muscular es un elemento elástico pasivo en paralelo, junto con la aponeurosis  y el tejido conectivo. El epimisio como componente pasivo también presenta resistencia a la elongación.